# Sporormiella grandispora
Sporormiella grandispora är en svampart som beskrevs av S.I. Ahmed & Cain ex J.C. Krug 1971. Sporormiella grandispora ingår i släktet Sporormiella och familjen Sporormiaceae.   Inga underarter finns listade i Catalogue of Life.